# Rob Zombie
Rob Zombie (născut ca Robert Bartleh Cummings; la 12 ianuarie 1965, Haverhill, Massachusetts) este un muzician american, regizor de film, scenarist și producător de film. El a devenit cunoscut ca membru fondator al trupei White Zombie care a apărut la mijlocul anilor 1980 și a devenit notabilă la începutul anilor 1990. Ca artist solo, el a lansat cinci albume de studio, cinci albume compilate și un album înregistrat în direct. Zombie și-a extins cariera și a devenit regizor de film, regizând un total de șase filme, la majoritatea acestora realizând și scenariul (singur sau în echipă). El a lansat, de asemenea, numeroase branduri de cărți de benzi desenate și a apărut ca actor în numeroase ocazii.

## Discografie
- Hellbilly Deluxe: 13 Tales of Cadaverous Cavorting Inside the Spookshow International (1998)
- The Sinister Urge (2001)
- Educated Horses (2006)
- Hellbilly Deluxe 2: Noble Jackals, Penny Dreadfuls and the Systematic Dehumanization of Cool (2010)
- Venomous Rat Regeneration Vendor (2013)
- Se va anunța

## Filmografie

### Ca actor
| An   | Titlu                               | Rol              | Note                                       |
| ---- | ----------------------------------- | ---------------- | ------------------------------------------ |
| 1994 | Airheads                            | Rolul său        | Film; interpretare alături de White Zombie |
| 1997 | Space Ghost Coast to Coast          | Rolul său        | 1 episod                                   |
| 2003 | Spider-Man: The New Animated Series | Dr. Curt Connors | 1 episod; Doar voce                        |
| 2003 | Justice League Unlimited            | Ichthultu        | 1 episod; Doar voce                        |
| 2006 | Slither                             | Dr. Karl         | Film; Doar voce                            |
| 2010 | Extreme Makeover Home Edition       | Rolul său        | Invitat; 1 episod                          |
| 2010 | Super                               | Dumnezeu         | Film; Doar ca voce                         |
| 2013 | Counting Cars                       | Rolul său        | Invitat                                    |
| 2014 | Ink Master                          | Rolul său        | Guest Judge                                |

### Regizor
| An   | Titlu                                               | Rol                            | Note                                                     |
| ---- | --------------------------------------------------- | ------------------------------ | -------------------------------------------------------- |
| 2003 | House of 1000 Corpses (Casa celor o mie de cadavre) | Regizor, scenarist             | Lansare cinematografică                                  |
| 2005 | The Devil's Rejects (Casa celor o mie de cadavre 2) | Regizor, producător, scenarist | Continuare a House of 1000 Corpses                       |
| 2007 | Halloween                                           | Regizor, producător, scenarist | Refacere a filmului din 1978                             |
| 2007 | Werewolf Women of the SS                            | Regizor, producător, scenarist | Trailer fals, prezentat la începutul filmului Grindhouse |
| 2009 | Halloween II                                        | Regizor, producător, scenarist | Continuare a Halloween                                   |
| 2009 | The Haunted World of El Superbeasto                 | Regizor, producător, scenarist | Film de animație direct-pe-DVD                           |
| 2010 | CSI: Miami                                          | Regizor                        | Sezonul 8 Episodul 16 LA                                 |
| 2012 | Tom Papa - Live in New York City                    | Regizor                        | Comedy Central Records                                   |
| 2013 | The Lords of Salem                                  | Regizor, producător, scenarist | 19 aprilie 2013                                          |
| 2015 | The Children                                        | Regizor, producător, scenarist | Refacere a filmului din 1980                             |

## Membrii trupei solo
Prezent

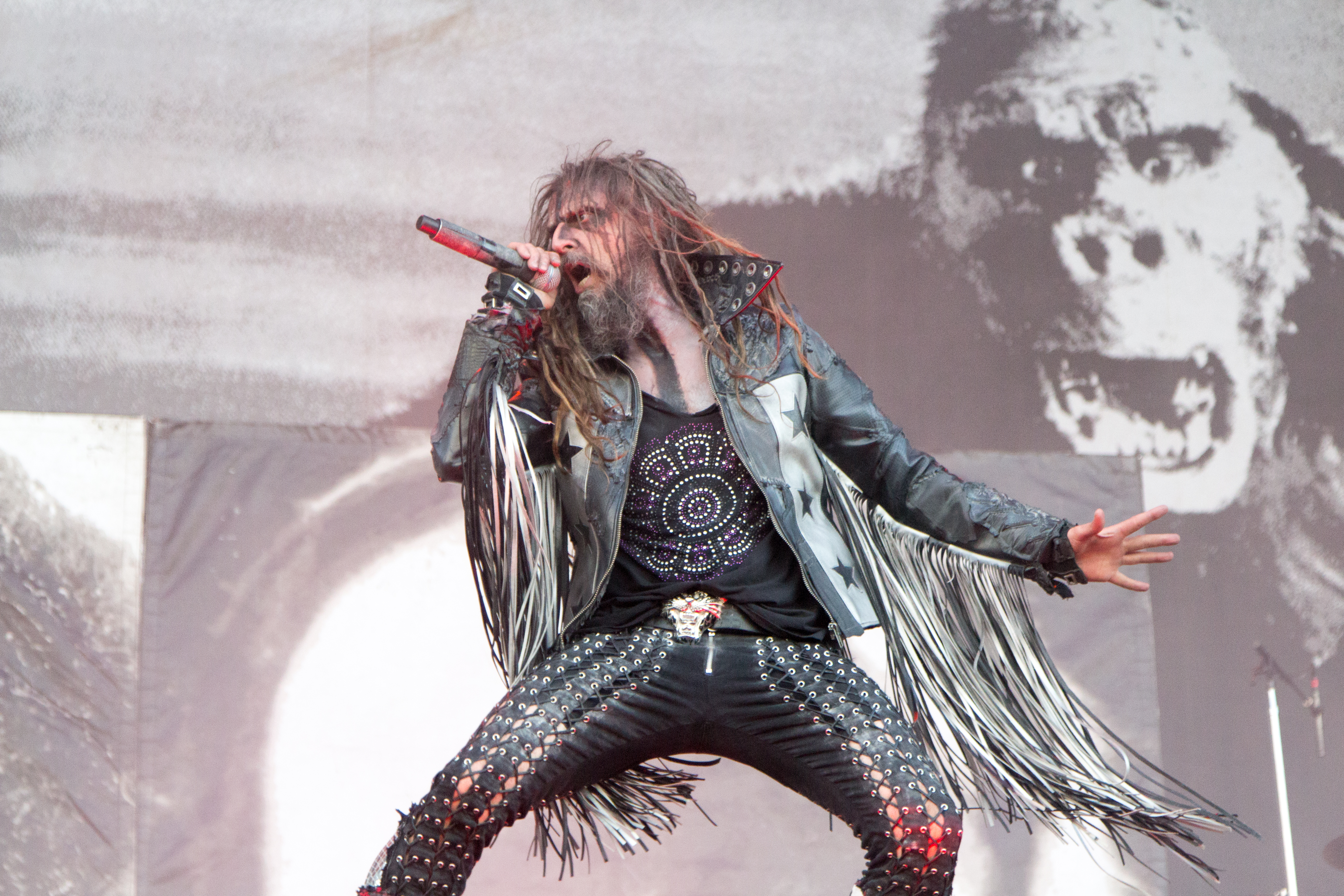
Rob Zombie (Nova Rock 2014)

- Rob Zombie – voce  (1997–prezent)
- John 5 – chitarist, voce suport  (2005–prezent)
- Piggy D. – chitarist bass, voce suport   (2006–prezent)
- Ginger Fish – tobe, percuție (2011–prezent)

Trecut
- Mike Riggs – chitarist  (1997–2003)
- Blasko – chitarist bass, voce  (1997–2006)
- John Tempesta – tobe, percuție, voce  (1997–2004)
- Tommy Clufetos – tobe, percuție  (2005–2010)
- Joey Jordison – tobe, percuție  (2010–2011)

## Legături externe
- Site web oficial
- http://www.cinemagia.ro/actori/rob-zombie-11820/
- ZombieFAQ
- Discovering "The Haunted World of El Superbeasto" With Rob Zombie
- Rob Zombie la Internet Movie Database